# Evolver
Evolver är ett musikalbum av 311. Albumet utgavs den 22 juli 2003.

## Låtar på albumet
1. "Creatures (For A While)"
2. "Reconsider Everything"
3. "Crack The Code"
4. "Same Mistake Twice"
5. "Beyond The Gray Sky"
6. "Seems Uncertain"
7. "Still Dreaming"
8. "Give Me A Call"
9. "Don't Dwell"
10. "The Other Side Of Things"
11. "Sometimes Jacks Rule The Realm"